# 水戸黄門 (小惑星)
水戸黄門(みとこうもん、34996 Mitokoumon)は、小惑星帯に位置する小惑星の1つである。長野県木曽町で香西洋樹と古川麒一郎によって発見された。名前は水戸藩主・徳川光圀の別称である水戸黄門にちなむ。